# Setodes argentatus
Setodes argentatus là một loài Trichoptera trong họ Leptoceridae. Loài xuất hiện ở Nhật Bản.